# Rudolph Berndt
Rudolph Berndt (auch: Rudolf Berndt) (* 23. Februar 1838 in Seifhennersdorf; † 14. Februar 1919 in Klotzsche) war ein deutscher Pädagoge und Direktor der Technischen Staatslehranstalten Chemnitz, der Vorgängereinrichtung der Technischen Universität Chemnitz.

## Leben
Berndt schloss 1861 ein technisches Studium am Polytechnikum Dresden ab. Nach einer mehrjährigen Tätigkeit in der Praxis arbeitete er als
Lehrer für die Fächer Mechanik, Spinnereimechanik, Maschinenlehre, Brauereimechanik und Wasserleitungsbau an den Technischen Staatslehranstalten Chemnitz.
Gemeinsam mit Gustav Wunder und Adolf Ferdinand Weinhold besuchte er die Weltausstellung Paris 1878, auf der er sich viele Anregungen
zum Beispiel auf dem Gebiet der neuartigen Kälte- und Eismaschinen holte.
1879 übernahm er die Leitung der Materialprüfanstalt für Metalle. 
Rudolph Berndt war von 1885 bis 1908 Direktor der Technischen Staatslehranstalten in Chemnitz. 
Während seiner Amtszeit wurde 1895 das Ingenieurlaboratorium als eines der ersten seiner Art in Deutschland aufgebaut. In den Jahren 1904 bis 1909 wurden zahlreiche bauliche Erweiterungen der Staatslehranstalten durchgeführt.
Seit 1898 war er ordentliches Mitglied in der Technischen Deputation Sachsen. Er vertrat die Sächsische Staatsregierung in der Leitung der 
Höheren Webschule in Chemnitz, der Wirkschule in Limbach und der Fachgewerbeschule für Spielwaren in Grünhainichen.
Berndt trat im Frühjahr 1908 in den Ruhestand.

## Schriften
- Über die Wirksamkeit des technischen Sachverständigen im Zivilprocess, Urban, Dresden, 1912.
- Über die praktische Vorbildung und Ausbildung des Maschinen-Ingenieurs, Urban, Dresden, 1912.
- Über die Not um Stellen für das Maschinen-Ingenieure: Erfahrungen u. Ansichten d. ehem. Direktors d. Technischen Staatslehranstalten in Chemnitz , Urban, Dresden, 1912.